# Stepping Stones
Die Stepping Stones (englisch für Trittsteine) sind eine Gruppe aus drei markanten Klippenfelsen im Palmer-Archipel vor der Westküste der Antarktischen Halbinsel. Sie liegen 800 m nördlich von Limitrophe Island vor der Südwestküste der Anvers-Insel.
Die Felsen dienten Wissenschaftlern auf der Palmer-Station, die 1972 die deskriptive Benennung vornahmen, als Zwischenstationen und damit im übertragenen Sinne als  Trittsteine auf dem Weg vom Gamage Point entlang der Südküste der Anvers-Insel zur Biscoe Bay.